# Ecetsav-anhidrid
Az ecetsav-anhidrid a karbonsavanhidridek közé tartozó szerves vegyület. Két molekula ecetsavból képződik egy molekula víz kilépésével. Színtelen, szúrós szagú folyadék, könnyezésre ingerel. Vízben csak kevéssé (körülbelül 10%-ban) oldódik, de hidrolizál is a víz hatására. Éterrel korlátlanul elegyedik. Az iparban acilezésre (acetilcsoport beépítésére) használják.

## Kémiai tulajdonságai
Az ecetsav-anhidrid víz hatására hidrolizál, ecetsavra bomlik. Ez a folyamat hideg vízben lassan, meleg vízben gyorsabban megy végbe.
{\displaystyle \mathrm {(CH_{3}CO)_{2}O+H_{2}O\rightarrow 2\ CH_{3}COOH} }
Az alkoholok ecetsav-anhidrid hatására észterekké alakulnak. Ezt a folyamatot általában piridines közegben végzik. Az etanol és az ecetsav-anhidrid reakciója:
{\displaystyle \mathrm {(CH_{3}CO)_{2}O+CH_{3}CH_{2}OH\rightarrow CH_{3}COOCH_{2}CH_{3}+CH_{3}COOH} }
Az ammóniát illetve a primer és szekunder aminokat amiddá alakítja.

## Élettani hatása
Az ecetsav-anhidrid könnyezésre ingerel. A gőzei hosszabb idő alatt kötőhártyagyulladást, a felső légutak és a gyomor hurutját okozhatja. Súlyos égési sebet okozhat a bőrön, mert vizet von el a szövetekből.

## Előállítása
Az ecetsav-anhidrid előállítására több módszer is létezik. Előállítható acetonból oxidációval mangán-acetát katalizátor jelenlétében. Ecetsav-anhidrid keletkezik a nátrium-acetát és az acetil-klorid reakciójában is.

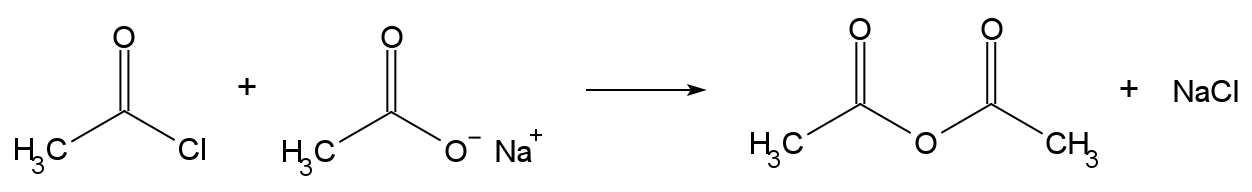
Az ecetsav-anhidrid előállítása acetil-kloridból és nátrium-acetátból

Gyártják ecetsavból is keténen keresztül. Az ecetsav 600-800 °C-on keténre és vízre bomlik. (Ez a reakció megfordítható.)
{\displaystyle \mathrm {CH_{3}COOH\rightleftharpoons CH_{2}{=}CO+H_{2}O} }
A ketén és az ecetsav reakciójában ecetsav-anhidrid keletkezik.
{\displaystyle \mathrm {H_{2}C{=}CO+CH_{3}COOH\rightarrow (CH_{3}CO)_{2}O} }

## Felhasználása
Acilezésre (acetilcsoport beépítésére) és vízelvonószerként alkalmazzák. Nagy mennyiségű ecetsav-anhidridet használnak fel cellulóz-acetát gyártására cellulózból. Használják még acetilszalicilsav (Aspirin), gyógyszerek, festékek és számos más szerves vegyület előállítására.
Felhasználják még könnyen oxidálódó csoportok (−NH2, −OH) átmeneti megvédésére, illetve bizonyos csoportok (NH2, OH) kimutatására reagensként.
A tömény ecetsav-anhidrid (100%) vízzel érintkezve hevesen, robbanásszerűen hidrolizál, ezért hígításakor óvatosan kell eljárni!
A világ legtöbb országában ellenőrzött vegyület, egyik fontos prekurzora a heroinnak. Az ecetsav anhidrid viszi fel az acetilcsoportot a morfin molekula 3-as és 6-os kötési pontjaira. Ezért hazánkban is a 195/2005 (VIII.16) Korm. számú kormányrendelet II. kategóriájú kábítószer prekurzornak minősíti, forgalma korlátozott.

## Biztonság
Az ecetsav-anhidrid gyúlékony folyadék. A víz és alkohollal való reaktivitása miatt por vagy szén-dioxidos oltóval kell oltani.